# Lijst van administratieve eenheden in Cần Thơ
Deze lijst bevat een overzicht van administratieve eenheden in Cần Thơ (Vietnam).

## HuyệnCờ Đỏ
| Administratieve eenheid | Naam        |
| ----------------------- | ----------- |
| Thị trấn                | Cờ Đỏ       |
| Xã                      | Đông Hiệp   |
|                         | Đông Thắng  |
|                         | Thạnh Phú   |
|                         | Thới Đông   |
|                         | Thới Hưng   |
|                         | Thới Xuân   |
|                         | Trung An    |
|                         | Trung Hưng  |
|                         | Trung Thạnh |

## HuyệnPhong Điền
| Administratieve eenheid | Naam        |
| ----------------------- | ----------- |
| Thị trấn                | Phong Điền  |
| Xã                      | Giai Xuân   |
|                         | Mỹ Khánh    |
|                         | Nhơn Nghĩa  |
|                         | Nhơn ái     |
|                         | Tân Thới    |
|                         | Trường Long |

## HuyệnThới Lai
- Thị trấn Thới Lai
- Xã Định Môn
- Xã Đông Bình
- Xã Đông Thuận
- Xã Tân Thạnh
- Xã Thới Tân
- Xã Thới Thạnh
- Xã Trường Thắng
- Xã Trường Thành
- Xã Trường Xuân
- Xã Trường Xuân A
- Xã Trường Xuân B
- Xã Xuân Thắng

## HuyệnVĩnh Thạnh
- Thị trấn Thạnh An
- Thị trấn Thạnh An
- Thị trấn Vĩnh Thạnh
- Xã Thạnh Lộc
- Xã Thạnh Lợi
- Xã Thạnh Mỹ
- Xã Thạnh Qưới
- Xã Thạnh Thắng
- Xã Thạnh Tiến
- Xã Vĩnh Bình
- Xã Vĩnh Trinh

## QuậnBình Thủy
- Phường An Thới
- Phường Bình Thủy
- Phường Bùi Hữu Nghĩa
- Phường Long Hòa
- Phường Long Tuyền
- Phường Thới An Đông
- Phường Trà An
- Phường Trà Nóc

## QuậnCái Răng
- Phường Ba Láng
- Phường Hưng Phú
- Phường Hưng Thạnh
- Phường Lê Bình
- Phường Phú Thứ
- Phường Tân Phú
- Phường Thường Thạnh

## QuậnNinh Kiều
- Phường An Bình
- Phường An Cư
- Phường An Hòa
- Phường An Hội
- Phường An Khánh
- Phường An Lạc
- Phường An Nghiệp
- Phường An Phú
- Phường Cái Khế
- Phường Hưng Lợi
- Phường Tân An
- Phường Thới Bình
- Phường Xuân Khánh

## QuậnÔ Môn
- Phường Châu Văn Liêm
- Phường Long Hưng
- Phường Phước Thới
- Phường Thới An
- Phường Thới Hòa
- Phường Thới Long
- Phường Trường Lạc

## QuậnThốt Nốt
- Phường Tân Hưng
- Phường Tân Lộc
- Phường Thạnh Hòa
- Phường Thới Thuận
- Phường Thốt Nốt
- Phường Thuận An
- Phường Thuận Hưng
- Phường Trung Kiên
- Phường Trung Nhứt